# Au (format de fichier)
Le format de fichier Au est un format de fichier audio très simple, développé par Sun Microsystems.
Ce format était courant sur les systèmes NEXT et SUN et au début des pages internet.
À l'origine ce format ne possédait pas d'entête, il contenait simplement des données audio codées en µ-law sur 8 bits à une fréquence d'échantillonnage de 8 000 Hz.
Les fichiers plus récents ont un entête composé de 6 mots de 32 bits, d'une section optionnelle d'information, puis des données audio (au format big endian).
Bien que ce format supporte de nombreux formats d'encodage, il reste associé à la méthode d'encodage logarithmique µ-law.

## Spécifications du format actuel
Tous les champs sont stockés au format big endian, y compris les données d'échantillons.
| Mot 32 bit | Champ                       | Description/Contenu en nombre hexadécimal en notation du langage C |
| ---------- | --------------------------- | --- |
| 0          | Nombre magique              | la valeur est 0x2e736e64 (4 caractères ASCII ".snd") |
| 1          | Décalage des données        | Le décalage des données en octets. Le nombre minimum valide est 24 (décimal), c'est la taille de l'entête (six mots de 32 bits) avec aucun espace réservé pour des informations supplémentaires. |
| 2          | Taille des données          | Taille des données en octets. Si la taille est inconnue, la valeur 0xffffffff peut être utilisée. |
| 3          | encodage                    | Format d'encodage des données : - 1 = 8-bit G.711 µ-law - 2 = 8-bit linear PCM - 3 = 16-bit linear PCM - 4 = 24-bit linear PCM - 5 = 32-bit linear PCM - 6 = 32-bit à virgule flottante (standard IEEE_754) - 7 = 64-bit à virgule flottante (standard IEEE_754) - 8 = Données d'échantillons fragmentés - 9 = Programme DSP - 10 = 8-bit à virgule fixe - 11 = 16-bit à virgule fixe - 12 = 24-bit à virgule fixe - 13 = 32-bit à virgule fixe - 18 = 16-bit linéaire "with emphasis" - 19 = 16-bit linéaire compressé - 20 = 16-bit linéaire "with emphasis" et compressé - 21 = Commandes DSP pour Music kit - 23 = 4-bit ISDN u-law compressé en utilisant la norme de compression ITU-T G.721 ADPCM destiné à la voix. - 24 = ITU-T G.722 ADPCM - 25 = ITU-T G.723 3-bit ADPCM - 26 = ITU-T G.723 5-bit ADPCM - 27 = 8-bit G.711 A-law |
| 4          | Fréquence d'échantillonnage | Nombre d'échantillons par seconde (par exemple 8000) |
| 5          | Canaux                      | Le nombre de canaux multiplexé (1 pour le mono, 2 pour la stéréo, plus de canaux sont possibles mais ne sont pas supportés par tous les lecteurs) |

Le type d'encodage des données est lié à la valeur du champ "Encodage" 3e mot de l'en-tête). Les formats 2 à 7 sont des données non compressées au format PCM, donc sans pertes. Les formats 23 à 26 sont en ADPCM (qui a une compression très destructrice d'un rapport de 4:1). Les formats 1 et 27 sont respectivement en µ-law et en A-Law, tous deux avec pertes. La plupart des autres valeurs représentent des commandes DSP ou des données conçues pour être traitées par le logiciel MusicKit de NeXT.
Les données PCM semblent pouvoir être encodées en mode signé, ou non signé.